# Marie-Benoîte-Joséphine Prévost de La Croix
Pour les articles homonymes, voir Prévost et de La Croix.
Marie-Benoîte-Joséphine Prévost de La Croix, baronne de Bourgoing puis comtesse de La Croix, administratrice française, née en 1759 à Neules et décédée à Paris le 11 février 1838.

## Biographie
Troisième fille de Gaspard-Antoine de Prévost de la Croix et d'Agathe de Vaux, elle épouse en 1786, le diplomate Jean-François de Bourgoing (1748-1811), chevalier (1808) puis baron de Bourgoing et de l'Empire (1809), ministre plénipotentiaire de France en Espagne (1784-1789), correspondant de l’Institut de France.
Elle est de 1820 à 1837, surintendante (administratrice) de la Maison d'éducation de la Légion d'honneur à Saint-Denis. Elle fut, à ce titre, créée comtesse à titre personnel par lettres patentes du 14 octobre 1830.
Elle logeait, avec sa fille Ernestine (qui épouse en 1825 le général Macdonald, grand chancelier de la Légion d'honneur), à l'Abbaye-aux-Bois où elle installa son amie Juliette Récamier en 1819. C'est par son entremise qu'elle rencontra Chateaubriant.
La comtesse de La Croix fut remplacé, en 1837, dans ses fonctions de surintendante de la Maison d'éducation de la Légion d'honneur de Saint-Denis par la baronne Dannery.
Morte en 1838, elle est inhumée dans le cimetière de la Maison d'éducation de la Légion d'honneur, à Saint-Denis,.

## Ascendance et postérité
- De son mariage avec Jean François, baron de Bourgoing, elle eut sept enfants, dont :
  - Armand Marc Joseph (27 décembre 1786 ✝ 26 février 1839), chevalier de Bourgoing et de l'Empire (11 juin 1810), 1er comte de Bourgoing (par ordonnance royale du 14 mars 1830, sur institution de majorat par ordonnance du même jour), lieutenant-colonel (corps royal d'état-major), commandeur de la Légion d'honneur[4], marié, en 1820, avec Marie Olive (fille d'Antoine Desmousseaux de Givré, préfet napoléonien et député des Cent-Jours), dont :
    - François Jean Guillaume (16 mai 1821 - Paris ✝ 5 août 1882 - château de La Nöé (Seine-et-Marne)), 2e comte de Bourgoing (1839), ambassadeur français, officier de la Légion d'honneur, chevalier de l'Ordre d'Isabelle la Catholique[5], marié en 1856 avec Blanche Tripier (né en 1834), dont au moins cinq fils et une filles, parmi lesquels :
      - Charles Félix (vers 1860 ✝ 22 septembre 1907 - au château de La Baume (Nièvre), 3e comte de Bourgoing (1882), marié, le 26 janvier 1893, avec Henriette de La Roque-Ordan (1867-1955), dont postérité ;

    - Charles Paul Othello (11 octobre 1825 ✝ 1855 - siège de Sébastopol (« mort à l'ennemi »)) ;

  - Ernestine Thérèse Gasparine (21 mai 1789 - Hambourg ✝ 13 avril 1870 - Paris), mariée, le 25 septembre 1821 avec Étienne Jacques Joseph Macdonald (1765-1840), maréchal-duc de Tarente, dont :
    - Alexandre Macdonald (1824-1881), 2e duc de Tarente, marié, dont postérité ;

  - Paul Charles (1791-1864), baron de Bourgoing, diplomate puis pair de France, sénateur du Second Empire, marié (2°), le 15 septembre 1836, avec Ida de Lotzbeck de Weyhern, dont :
    - Othon Othelin Fabien Honoré Paul (1839 ✝ 8 septembre 1908 - Reichenau (Autriche)), baron de Bourgoing, ministre plénipotentiaire, officier de la Légion d'honneur, marié le 16 septembre 1871 à Vienne (Autriche), avec Therese, « Reichsgräfin Kinsky von Wchinitz und Tettau » (née en 1851) ;
    - Inès, mariée 1856 avec Godefroi, comte de Waldner de Freundstein (né en 1824), saint-cyrien (promotion de Djemmah), officier d'infanterie, général de brigade, officier de la Légion d'honneur, dont postérité ;

  - Louis Honoré (19 février 1796 ✝ 1864), page de Napoléon Ier, colonel de dragons, marié en 1831 avec Anne-Victoire Billault, dont
    - Louis (1832-1868) ;
    - Paul, marié le 24 janvier 1872 avec Lucie Adèle de Saivre (1850-1918), dont postérité.